# Can Peguera
Can Peguera és un barri del districte de Nou Barris de la ciutat de Barcelona, entre el barri del Turó de la Peira i la Guineueta (Nou Barris) i el barri d'Horta (Horta-Guinardó). Té una superfície de 12 hectàrees i uns 2.200 habitants (2021).

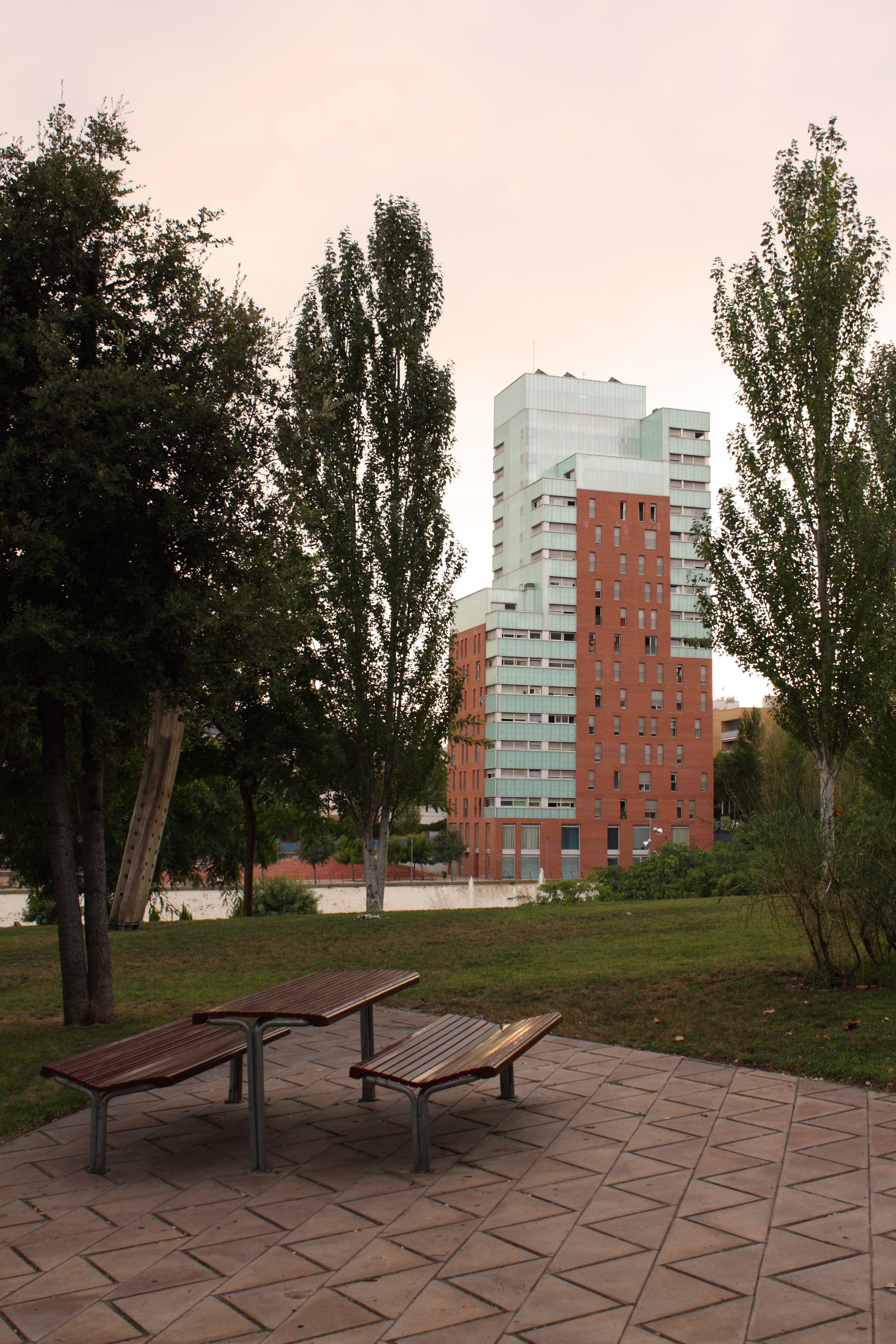
Edifici singular al passeig d'Urrutia, en un extrem del barri de Can Peguera

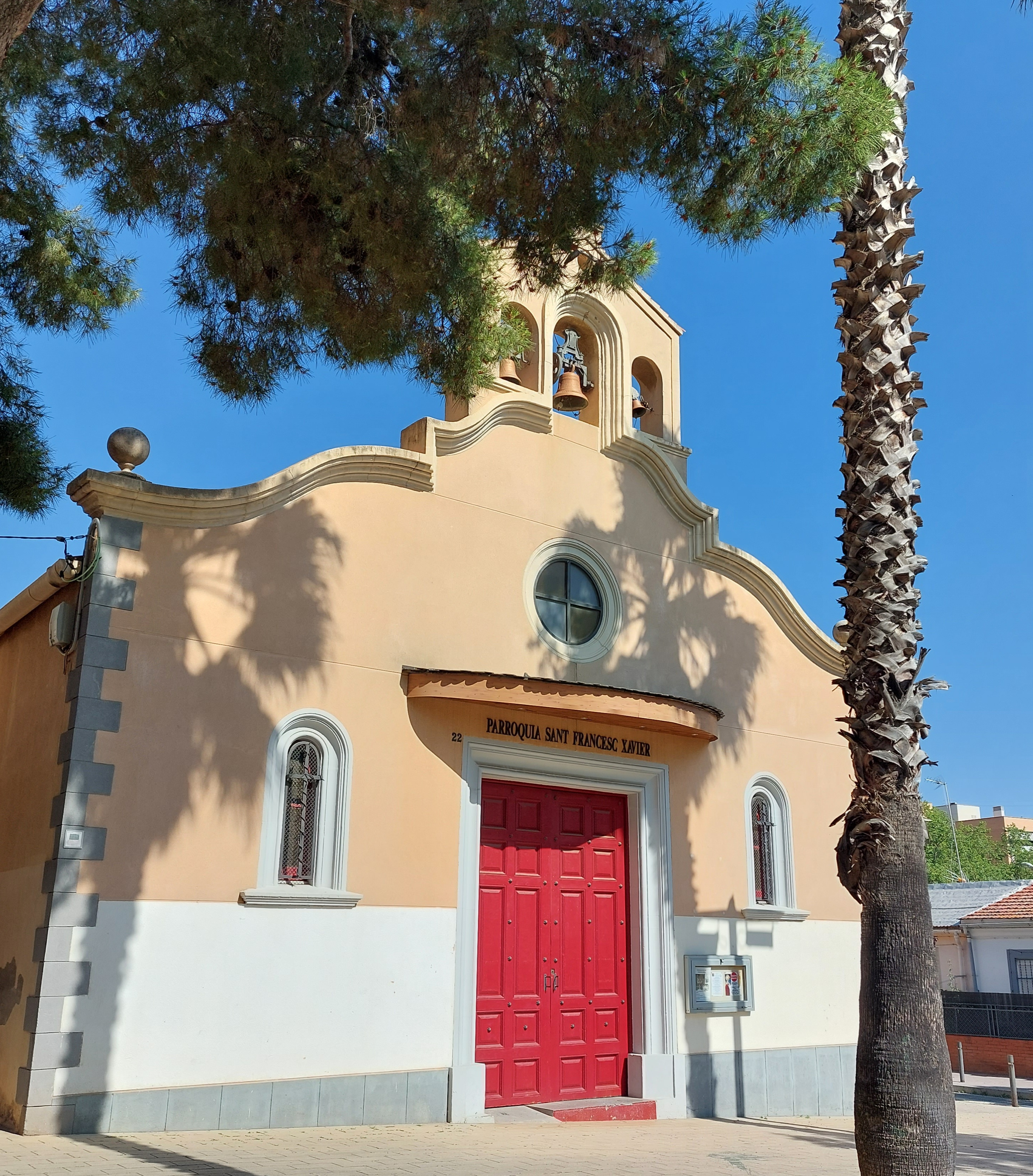
L'església de Sant Francesc Xavier

## Història i descripció
Originalment es deia Ramon Albó, però el 1998 l'Ajuntament de Barcelona el va canviar per l'actual, que prové d'una antiga masia (avui desapareguda), a petició dels veïns. Les cases barates, juntament amb les que es mantenen del grup de Milans del Bosch (Bon Pastor), són les darreres que queden en peu després de l'enderrocament dels polígons d'Eduard Aunós (Zona Franca) i del Baró de Viver (Sant Andreu). També hi ha una escola, dedicada a Hermenegildo Giner de los Ríos, ara en desús, una caserna de la Guardia Civil, ja abandonada, i l'església de Sant Francesc Xavier.

### Cases barates
El 28 de març del 1928, Maria Dolors de Càrcer i de Ros, marquesa de Castellbell, va vendre per un milió i mig de pessetes les 10,47 hectàrees de terres de conreu, on l'any següent es va construir el polígon d'habitatges Ramon Albó. Aquestes cases, projectades per l'arquitecte Xavier Turull i acabades el 1931, van ser destinades a la població obrera vinguda del creixement urbanístic de Barcelona i dels desnonats de Montjuïc per l'Exposició Universal de 1929.
El 1947, el Patronat Municipal de l'Habitatge va construir-hi 116 cases més de 60 m² i jardí, al llarg del passeig d'Urrutia, i el 1949, un nou bloc de 31 habitatges al solar de la masia.
Hi havia també quatre fonts públiques. Inicialment, els carrers eren anomenats amb un número, però el 1945 se'ls va adjudicar els noms de pobles gironins i tarragonins.

### Església de Sant Francesc Xavier
Cap al 1930 es va iniciar la construcció de l'església de Sant Francesc Xavier al costat de l'antiga masia. Es tracta d'un edifici d'estil colonial amb una façana neogòtica.
Durant la Guerra Civil, el temple inacabat va servir de Casa del Poble, el local social del sindicat anarquista CNT. Molts dels veïns del barri es convertiren en milicians, i per aquest motiu es va construir a la vora una caserna de la Guàrdia Civil per a controlar-los.
La plaça davant de l'església es va ampliar i reformar el 2003.

### Festa major
Des del 1972, se celebra pels volts del 15 de juny i s'allarga fins a la revetlla de Sant Joan. El programa festiu, organitzat principalment pels veïns i el casal de barri La Cosa Nostra, inclou activitats variades per a totes les edats: des de xerrades, àpats populars, balls de festa major i competicions esportives fins a tallers i activitats d'animació per als més petits. A la plaça del doctor Jaén es fa la cantada d'havaneres i les cançons de taverna més populars, acompanyada de rom cremat per a tots els assistents.